# Z7 Hermann Schoemann
O Z7 Hermann Schoemann foi um contratorpedeiro operado pela Kriegsmarine e a terceira  embarcação Tipo 1934A. Sua construção começou em julho de 1935 nos estaleiros da Deutsche Schiff- und Maschinenbau em Bremen e foi lançado ao mar em março do ano seguinte, sendo comissionado na frota alemã em junho de 1937. Era armado com uma bateria principal de cinco canhões de 127 milímetros mais oito tubos de torpedo de 533 milímetros, tinha um deslocamento carregado de mais de três mil toneladas e conseguia alcançar uma velocidade máxima de 36 nós (67 quilômetros por hora).
O Z7 Hermann Schoemann passou o início de sua carreira realizando exercícios de rotina. Com o início da Segunda Guerra Mundial em 1939, patrulhou o Kattegat e ajudou a estabelecer campos minados, em seguida envolvendo-se na Campanha da Noruega, porém problemas em seus motores e reformas o tiraram de serviço por boa parte de 1940 e 1941. Em 1942 participou da Operação Cerberus e em seguida foi transferido para a Noruega, de onde tentou atacar comboios Aliados. Em um desses, em maio, foi seriamente danificado pelo cruzador rápido HMS Edinburgh e deliberadamente afundado.